# پاوئو ویلچاک
پاوئو ویلچاک (لهستانی: Paweł Wilczak؛ ‏ ۲۹ ژوئیه ۱۹۶۵) بازیگر اهل لهستان است.

## گزیدهٔ فیلم‌شناسی

### سینما
- آخر هفته (۲۰۱۰)
- عروسی (۲۰۰۴)
- عروس جنگ (۱۹۹۷)

### تلویزیون
- فرابنفش (۲۰۱۹)
- قواعد بازی (۲۰۱۲)
- دهن‌به‌دهن (۲۰۱۰ تا ۲۰۱۱ و ۲۰۲۰ تا ۲۰۲۱)
- سال‌های شیرین (۲۰۰۱)
- در خوشی و سختی (۲۰۰۰ تا ۲۰۰۳)
- ناپلئون (۱۹۹۰)